# 范志博
范志博（1973年1月2日—），名字常被误写为范智博，曾用名范志菱，中国女演员，主演过多部电影和电视剧。

## 生平
2003年凭借电视剧《女装甲团长》获得第4届中国金鹰电视艺术节最佳表演艺术演员奖，2009年因电影《突发事件》获得第13届中国电影华表奖优秀女演员奖。2020年评为中国国家话剧院国家一级演员。

## 提名和获奖
| 年份   | 颁奖典礼                | 奖项               | 作品       | 结果 |
| ------ | ----------------------- | ------------------ | ---------- | ---- |
| 2003年 | 第4届中国金鹰电视艺术节 | 最佳表演艺术女演员 | 女装甲团长 | 獲獎 |
| 2004年 | 第24届中国电视飞天奖    | 优秀女演员         | 女子监狱   | 提名 |
| 2007年 | 第12届中国电影华表奖    | 优秀新人女演员     | 真水无香   | 獲獎 |
| 2009年 | 第13届中国电影华表奖    | 优秀女演员         | 突发事件   | 獲獎 |
| 2011年 | 第13届中国金凤凰奖      | 表演学会奖         |            | 獲獎 |